# Xenonola
Xenonola is een geslacht van vlinders van de familie visstaartjes (Nolidae), uit de onderfamilie Nolinae.

## Soorten
- X. limbata Wileman, 1915